# Wikipedia malajskojęzyczna
Wikipedia malajskojęzyczna (malajski Wikipedia Bahasa Melayu) – edycja Wikipedii w języku malajskim, założona 12 sierpnia 2003 roku.
8 lutego 2007 roku liczyła 17 380 artykułów, co dawało jej 41 pozycję wśród wszystkich edycji Wikipedii.